# Народний опір (Ємен)
Народний опір (араб.المقاومة الشعبية) — також відомий як "народні комітети опору". Є збройними угрупованнями, які були створені в декількох єменських провінціях під час громадянської війни в Ємені, після спроби хуситів захопити владу. Вони воюють разом з єменською армією, вірною президенту Абд Раббо Мансуру Гаді, і народним комітетам. Наразі вони ведуть боротьбу проти хуситів та сил, лояльних до колишнього президента Алі Абдулла Салеха. У деяких провінціях вони об'єдналися з Народними комітетами для боротьби проти Аль-каїди на Аравійському півострові (AQAP).

## Бійці
Станом на 10 квітня 2015 року, у звітах зазначається, що народний опір формувався простими людьми для захисту своїх будинків проти хуситів під час битви за Аден. Після їх створення опір відіграв головну роль під час кількох битв, таких як Битва при Таїзі та Аб'янська кампанія (березень – серпень 2015 року).